# OCN (chaîne de télévision)
OCN est une chaîne de télévision payante sud-coréenne appartenant à CJ ENM (CJ Group).